# Keep On Loving You
Singles de REO Speedwagon
Time For Me to Fly
(1978) Take It on the Run
(1981)
Keep On Loving You est une power ballad écrite par Kevin Cronin et interprétée par le groupe REO Speedwagon. Le solo de guitare est joué par Gary Richrath. 
La chanson a été l'un des nombreux succès de REO Speedwagon, classée numéro 1 au Billboard Hot 100 le 21 mars 1981 et restée classée 28 semaines au total dans les charts, et fut aussi la 500e chanson à atteindre cette place. Au Royaume-Uni, le single a atteint la 7e position au UK Singles Chart.

## Liste des titres
| A. | Keep On Loving You | Kevin Cronin             | 3:22 |
| B. | Follow My Heart    | Gary Richrath, Tom Kelly | 3:49 |